# 5040 Rabinowitz
Rabinowitz (asteróide 5040) é um asteróide da cintura principal, a 1,8679269 UA. Possui uma excentricidade de 0,2272802 e um período orbital de 1 372,79 dias (3,76 anos).
Rabinowitz tem uma velocidade orbital média de 19,15683818 km/s e uma inclinação de 24,336º.
Este asteróide foi descoberto em 15 de Setembro de 1972 por Tom Gehrels.